# Kazuaki Kamizono
Kazuaki Kamizono (japanisch 上園 和明 Kamizono Kazuaki; * 28. November 1981 in der Präfektur Kanagawa) ist ein ehemaliger japanischer Fußballspieler.

## Karriere
Kamizono erlernte das Fußballspielen in der Jugendmannschaft von Bellmare Hiratsuka. Seinen ersten Vertrag unterschrieb er 2000 bei den Mito HollyHock. Der Verein spielte in der zweithöchsten Liga des Landes, der J2 League. Für den Verein absolvierte er 70 Ligaspiele. 2004 wechselte er zum Drittligisten ALO's Hokuriku (heute: Kataller Toyama). Am Ende der Saison 2008 stieg der Verein in die J2 League auf. Für den Verein absolvierte er 162 Ligaspiele. Ende 2010 beendete er seine Karriere als Fußballspieler.